# Helidon
Helidon (starogrčki lastavica) je slovenska glazbena izdavačka kuća, podružnica knjižarske založbe Obzorja Maribor. Započelo je 7. ožujka 1968. godine, kada je na Jami u Šiški u Ljubljani osnovana prva slovenska proizvodnja vinilnih ploča (TGP Helidon - Tvornica gramofonskih ploča Helidon). Dugi niz godina u okviru TOZD-a bili su nadređeni hrvatskoj diskografskoj kući Suzy Records. S padom popularnosti vinilnih ploča, tvornica je zatvorena, no glazbeno izdavaštvo je ostalo. CD-e su počeli izdavati na prijelazu iz 1989. u 1990. godinu, prvi su bili: Ansambel bratov Avsenik - 35 Let - Jubilejni Zvoki, Nace Junkar, Alfi Nipič, Buldožer - Nova vremena, Lačni Franz - Kaj bi mi bez nas i Miladojka Youneed - Bloodylon. Daleko najpopularniji izvođači Helidona bili su Ansambl braće Avsenik i Ansambl Lojzeta Slaka, a za Helidon su, između ostalih, nastupili Adi Smolar, Lačni Franz, Buldožer, Pankrti, Peter Lovšin, Miladojka Youneed, Prizma, Prah, Matej Krajnc, Twelfth Floor, Ansambl Borisa Kovačiča, izdanje za Helidon Ansambl Mihe Dovžana posebnu je pozornost posvetio partizanskim pjesmama i bajkama.
Godine 2002. činilo se da Helidon nije poslovao zbog mogućeg bankrota, ali se oporavio nekoliko godina kasnije i još uvijek radi s redovitim izdanjima, objavljujući uglavnom vinil i digitalni audio nakon 2020.

## Vanjske poveznice
Helidon na Discogsu